# Liste der Baudenkmäler in Nordkirchen
Die Liste der Baudenkmäler in Nordkirchen enthält die denkmalgeschützten Bauwerke auf dem Gebiet der Gemeinde Nordkirchen im Kreis Coesfeld in Nordrhein-Westfalen (Stand: April 2021). Diese Baudenkmäler sind in der Denkmalliste der Gemeinde Nordkirchen eingetragen; Grundlage für die Aufnahme ist das Denkmalschutzgesetz Nordrhein-Westfalen (DSchG NRW).

| Bild | Bezeichnung                                                                                                   | Lage                                            | Beschreibung                                            | Bauzeit | Eingetragen seit | Denkmal- nummer |
| --- | --- | ----------------------------------------------- | ------------------------------------------------------- | ------- | ---------------- | --------------- |
| Bildwerk | Bildwerk | Altefelds Holz 4 Karte                          |                                                         |         |                  | 1               |
| weitere Bilder | Schloss und Park Nordkirchen                                                                                  | Schloss Karte                                   |                                                         |         |                  | 2               |
| weitere Bilder | Westpark | Schloss Karte                                   |                                                         |         |                  | 2a              |
| weitere Bilder | Orangerie | Schloss Karte                                   |                                                         |         |                  | 2b              |
| weitere Bilder | Vorplatz südlich vor dem Schloss Südkirchener Allee Südkirchener Tor                                          | Schloss Karte                                   |                                                         |         |                  | 2c              |
| Ehemalige Wassermühle | Ehemalige Wassermühle                                                                                         | Alte Ascheberger Straße 2 Karte                 |                                                         |         |                  | 3               |
| Kriegergedächtniskapelle St. Johannes Nepomuk                                                                             | Kriegergedächtniskapelle St. Johannes Nepomuk                                                                 | Schloßstraße 21 Karte                           |                                                         |         |                  | 4               |
| Bürgerhaus | Bürgerhaus | Am Gorbach 2 Karte                              |                                                         |         |                  | 5               |
| Kruzifix | Kruzifix | Am Gorbach 2 Karte                              |                                                         |         |                  | 6               |
| Kriegerdenkmal | Kriegerdenkmal                                                                                                | Oberstraße/Friedhofsweg Karte                   |                                                         |         |                  | 7               |
| Kriegerdenkmal | Kriegerdenkmal                                                                                                | Bahnhofstraße/Ichterloher Weg Karte             |                                                         |         |                  | 8               |
| Hochkreuz auf dem Friedhof                                                                                                | Hochkreuz auf dem Friedhof                                                                                    | Bergstraße Karte                                |                                                         |         |                  | 9               |
| Heiligenhäuschen | Heiligenhäuschen                                                                                              | Bahnhofstraße 14 Karte                          |                                                         |         |                  | 10              |
| Wegekreuz | Wegekreuz | Hofzufahrt Schulze Twenhöven Karte              |                                                         |         |                  | 11              |
| Kruzifix | Kruzifix | Werner Straße 19 Karte                          |                                                         |         |                  | 12              |
| Wegekapelle | Wegekapelle                                                                                                   | vor dem Hause Altendorf 25 Karte                |                                                         |         |                  | 13              |
| Bildstock | Bildstock | vor dem Haus Berger 25 Karte                    |                                                         |         |                  | 14              |
| BW | Bildstock | Kreuzung L 507/L 671 Karte                      |                                                         |         |                  | 15              |
| [[Vorlage:Bilderwunsch/code!/C:51.71232315,7.5452919284029!/D:Kruzifix, Oberstraße 36 jetzt St.-Pankratius-Kirche!/\|BW]] | Kruzifix | Oberstraße 36 jetzt St.-Pankratius-Kirche Karte | verbracht in Kirche St. Pankratius links über Sakristei |         |                  | 16              |
| Haupthaus und Fachwerkspeicher                                                                                            | Haupthaus und Fachwerkspeicher                                                                                | Nistenkamp 1 Karte                              | gelöscht                                                |         |                  | 17              |
| Wohnhaus und Fassade des Wirtschaftsgebäudes und südlich an das Wohnhaus angebaute Flügel mit Saal und Bühne              | Wohnhaus und Fassade des Wirtschaftsgebäudes und südlich an das Wohnhaus angebaute Flügel mit Saal und Bühne  | Oberstraße 13 Karte                             |                                                         |         |                  | 18              |
| Kath. Pfarrkirche St. Dionysius                                                                                           | Kath. Pfarrkirche St. Dionysius                                                                               | Kirchstraße Karte                               |                                                         |         |                  | 19              |
| Kath. Pfarrkirche St. Mauritius                                                                                           | Kath. Pfarrkirche St. Mauritius                                                                               | Mauritiusplatz Karte                            |                                                         |         |                  | 20              |
| Kinderheilstätte ohne rückwärtige Anbauten                                                                                | Kinderheilstätte ohne rückwärtige Anbauten                                                                    | Mauritiusplatz 6 Karte                          |                                                         |         |                  | 21              |
| Ehemaliges Küsterhaus | Ehemaliges Küsterhaus                                                                                         | Mauritiusplatz 4 Karte                          |                                                         |         |                  | 22              |
| Altenbegegnungsstätte | Altenbegegnungsstätte                                                                                         | Mauritiusplatz 7 Karte                          |                                                         |         |                  | 23              |
| Ehemalige Rentei | Ehemalige Rentei                                                                                              | Schloßstraße 23 Karte                           |                                                         |         |                  | 24              |
| Kath. Pfarrkirche St. Pankratius (ohne nördl. Anbau)                                                                      | Kath. Pfarrkirche St. Pankratius (ohne nördl. Anbau)                                                          | Kirchplatz Karte                                |                                                         |         |                  | 25              |
| Vierständerbau | Vierständerbau                                                                                                | Unterstraße 10 Karte                            |                                                         |         |                  | 26              |
| Fachwerkspeicher | Fachwerkspeicher                                                                                              | Werner Straße 11 Karte                          |                                                         |         |                  | 27              |
| Verwaltungsgebäude | Verwaltungsgebäude                                                                                            | Bergstraße 18 Karte                             |                                                         |         |                  | 28              |
| Friedhof: Hochkreuz, Kreuzweg, Eichenallee                                                                                | Friedhof: Hochkreuz, Kreuzweg, Eichenallee                                                                    | Friedhofsweg Karte                              |                                                         |         |                  | 29              |
| Ehemalige Turmwindmühle                                                                                                   | Ehemalige Turmwindmühle                                                                                       | Berger 1 Karte                                  |                                                         |         |                  | 30              |
| Speicher auf dem Hof Altendorf 21                                                                                         | Speicher auf dem Hof Altendorf 21                                                                             | Altendorf 21 Karte                              |                                                         |         |                  | 31              |
| Speicher auf dem Hof Berger 42                                                                                            | Speicher auf dem Hof Berger 42                                                                                | Berger 42 Karte                                 |                                                         |         |                  | 32              |
| Speicher auf dem Hof Berger 32                                                                                            | Speicher auf dem Hof Berger 32                                                                                | Berger 32 Karte                                 |                                                         |         |                  | 33              |
| Ehemaliges Forsthaus von Arenberg                                                                                         | Ehemaliges Forsthaus von Arenberg                                                                             | Alte Ascheberger Straße 4 Karte                 |                                                         |         |                  | 34              |
| Ehemalige Grundnetz-, Schalt- und Vermittlungsstelle der Bundeswehr                                                       | Ehemalige Grundnetz-, Schalt- und Vermittlungsstelle der Bundeswehr                                           | Berger 26 Karte                                 | Fotos unerwünscht                                       |         |                  | 35              |
| wie Nr. 35 Ehemaliges Mannschafts- und Dienstgebäude der Bundeswehr,Nebenanlagen sowie Grün- und Waldflächen              | wie Nr. 35 Ehemaliges Mannschafts- und Dienstgebäude der Bundeswehr, Nebenanlagen sowie Grün- und Waldflächen | Berger 26 Karte                                 | Fotos unerwünscht                                       |         |                  | 35 a            |
| Fachwerkhaus | Fachwerkhaus                                                                                                  | Kirchplatz 4 Karte                              |                                                         |         |                  | 36              |
| Ehemalige Gaststättejetzt Heimathaus                                                                                      | Ehemalige Gaststätte jetzt Heimathaus                                                                         | Kirchstraße 3 Karte                             |                                                         |         |                  | 37              |